# 鬼瓦権造
鬼瓦 権造（おにがわら ごんぞう）は、フジテレビ系のバラエティ番組『オレたちひょうきん族』等でビートたけしが演じていたキャラクターである。たけしが演じたキャラクターの中でも代表的なものの一つである。

## モデル
ビートたけしが浅草での下積み時代に遭遇した実在の人物がモデル。「アルプス工業」と縫い取りのあるドカジャンにニッカポッカ等の服装、髪型、口調など、ほとんどそのまま取り入れた。『ビートたけしのオールナイトニッポン』等で「昔こういう人が浅草にいた」という話をしていたが、あまりにも面白いのでコントキャラとして取り入れた。
なお、実際にアルプス工業もしくはアルプス興行と言う名称の会社が全国に点在するが、実在するそれらとは何の関係もなく、モチーフにもしていない。
バラエティ番組『タケちゃんの思わず笑ってしまいました』で誕生したキャラクター。スタッフに大ウケしたことで、1985年から『オレたちひょうきん族』にも登場した。「鬼瓦権造」の名付け親は両番組に参加していた放送作家の高田文夫である。
なお「鬼瓦権造」で電話帳に名前を掲載していた若い男性もおり、1989年2月放送の『ビートたけしのオールナイトニッポン』でたけし軍団のダンカンが生電話した事もある。たけしは「自分のキャラのせいで大変迷惑をかけて申し訳ない」と語っていた。

## キャラクター
職業は元サラリーマンの土木作業員で、髪型は角刈りで、丸い髭を生やしている。また、「アルプス工業」と会社名が刺繍されているジャンパーを着ている。吉田小十郎と名乗っていた時もある。手を前にかざし首をカクカク振りながら「冗談じゃないよ」と言うのが定番のギャグである。『オレたちひょうきん族』のコーナー「タケちゃんマン7」ではタケちゃんマン7に変身してもこのメイクのままで「タケちゃんマン手鼻7」と名乗っていたこともあった。『ひょうきん族』だけでなく『タケちゃんの思わず笑ってしまいました』『FNSスーパースペシャルテレビ夢列島』『たけし・さんまの有名人の集まる店』と1996年以降の『タモリ・たけし・さんまBIG3 世紀のゴルフマッチ』でもたけしはこの扮装で出演した。『有名人の集まる店』での権造の職業は焼き鳥屋（ただし、トノサマガエルなど得体のしれないものを使っている）である。また、この番組で明石家さんまが扮する貴子ママとは男と女の関係。
『北野ファンクラブ』でたけしがボーカルを務める「亀有ブラザーズ」でも、鬼瓦権造を連想させるメイクと衣装を施している。

### 過去
タケちゃんマン「涙のじょうだんじゃないよ」の回で、鬼瓦の過去が話されており、小学校2年で髭が生え、その時付いたニックネームが「棟梁」である。大学生時代に同じ大学で知り合った女性と結婚、新婚当初は誠実で真面目な人だったが子供を妊娠したと聞くと上記の理由から出産を嫌がるようになり男児出産後、腐って現在のようになり愛想を尽かれ離婚し現在に至るとその元妻は語っている。しかし、別の回では、たけし本人の幼馴染だったことになっており、このコントのみの設定である可能性もある。
『有名人の集まる店』では、山田邦子演じる昔の女と、権造そっくりの息子がいる。
2019年の『FNS27時間テレビ にほんのスポーツは強いっ！』内で放送された「有名アスリートの集まる店」では、村上信五演じる権造の息子「鬼瓦大納言」が登場している。

## ビートたけし以外の鬼瓦権造
- ビートたけしが1986年12月にフライデー襲撃事件を起こして逮捕され芸能活動を謹慎した際に、『オレたちひょうきん族』の12月20日放送の回で弟子のラッシャー板前が代役をすることになり、タケちゃんマンと共に鬼瓦権造も演じていた[5]。
- フライデー襲撃事件では、『天才・たけしの元気が出るテレビ!!』が1987年1月4日放送分で、「鬼瓦権造浅草ツアー」「あの人に絶唱・涙の“待つわ”大集会」と題して、鬼瓦権造のメイクと格好をした主に女性のビートたけしファンが集まり、謹慎中のたけしの早期の復帰を祈願して、あみんの「待つわ」を歌うという企画も催された。
- 『たけし・さんまの有名人の集まる店』の第6回（1999年4月8日放送）において、ゲストの坂本龍一が同じ扮装をして「坂本権造」として登場、たけしも明石家さんまも爆笑していた。
- 『めちゃ×2イケてるッ!』内コーナー「やべっち寿司」ではナインティナインの岡村隆史が鬼瓦に扮している。『FNS27時間テレビ!! みんな笑顔のひょうきん夢列島!!』ではこのメイクで、たけしと岡村「新旧」鬼瓦権造の競演となった。
- 『ウチくる!?』2011年12月4日放送分（ゲスト：市川染五郎）では、市川亀治郎が鬼瓦権造の扮装で待ち伏せし、そのままの格好でトークを行った。
- 2012年10月10日　USTREAMとニコ生で放送の「skmt夜話ーニューアルバム「THREE」」という番組内で、坂本龍一の人形が鬼瓦権造の衣装に扮していたことがある。

- 元サッカー日本代表の中山雅史のニックネーム「ゴン」は鬼瓦権造に由来している。
- 京都の伏見工業高校のラグビー部の監督に就任した山口良治のあだ名は「鬼瓦権“三”」である。
- イギリスの音楽バンド「ジャミロクワイ」が1996年に発売した楽曲「ヴァーチャル・インサニティ」のミュージックビデオ[6]の中で「冗談じゃないよ」の振り付けがあると話題になった。ボーカルのジェイ・ケイは鬼瓦権造になったつもりはないと思われる。

## その他
- 映画監督のジョン・ランディスが日本の俳優二人に興味を持ち、一本は『その男、凶暴につき』の主演だったビートたけしを主演にシリアスな映画を、もう一本は鬼瓦権造主演で日本の大工がニューヨークでビルを建てるコメディーを撮りたいと話を持ちかけてきた事があった。後に現地で調査したスタッフからビートたけし＝鬼瓦権造である事を聞かされたランディスは「（同一人物なのに）なんでこんなにキャラが違うんだ」と頭を抱えてしまったと言うエピソードがある。
- たけしと親交のあるトータス松本のライブに、たけしが鬼瓦権造に扮しゲスト出演したことがある（『たけしの誰でもピカソ』より。トータスはたけしから「鬼瓦権造で行くから!!」と言われ、驚いたとコメントしている）。
- 『有名人の集まる店』で、山本陽子が来店した際、彼女の席の隣に呼ばれ、お酌までしてもらったたけしは、すっかり鬼瓦権造のキャラを忘れ、酔っぱらった挙句に、山本の杯に間接キッスをしていた。貴子ママに「頭真っ白で、番組だって忘れちゃったよ」、山本に「私はいつも無口なんです」と苦笑していた。